# Nekrolog 43
Nekrolog 43 — восьмой полноформатный студийный альбом немецкой музыкальной группы Diary of Dreams, вышедший 26 октября 2007 года на лейбле Accession Records.
Альбом получил высокие оценки музыкальных критиков.

## Работа над альбомом
Альбом был записан в студии White Room Адриана Хейтса. Оформление сделал иллюстратор и музыкант Инго Ромлин. Буклет был оформлен фотографиями снятыми Энни Бертрам.
В ограниченное коллекционное издание диска входила книга с фотографиями Бертрам, не вошедшими в буклет.
По словам лидера группы Адриана Хейтса, Nekrolog 43 завершает главу творчества Diary of Dreams, в которую входят предыдущие релизы группы Nigredo (2004) и Menschfeind (2005). Значение числа 43 в названии раскрыто не было. Хейтс только дал подсказку, что это число связано с историческими событиями, произошедшими в древние времена.

## Отзывы
Обозреватель журнала Release Питер Маркс поставил альбому 8 баллов из 10. По его мнению, звучание группы стало чётче и чище. При этом он отметил, что это не означает, что группа обращается к поп-музыке, а наоборот, ещё дальше удаляется от «мейнстрима».
Саша Блах из журнала Zillo дал альбому положительный отзыв и охарактеризовал его звучание как «мрачное и меланхоличное с несколькими яркими пятнами». Он заключил, что Nekrolog 43 — мощный альбом, который доставит истинное наслаждение требовательным к музыке людям.

## Список композиций
1. «Nekrolog 43 (Nachruf auf einen Toten)» — 7:05
2. «the Plague» — 4:54
3. «Son of a Thief (Three letters)» — 5:31
4. «Tears of Joy» — 5:20
5. «UnWanted?» — 4:18
6. «Matching Lives» — 7:00
7. «Remedy Child» — 4:56
8. «Malice» — 5:10
9. «The darkest of all hours» — 4:19
10. «Congratulations» — 6:41
11. «hypo)crypticK(al» — 5:36
12. «alLone» — 4:09
13. «the Valley» — 6:40